# Большая Нехорошевка
Большая Нехорошевка — упразднённая деревня в Увельском районе Челябинской области России. На момент упразднения входила в Кичигинский сельсовет. Исключена из учётных данных в 1986 году.

## География
Располагалась южнее урочища «озеро Большой Сарыкуль» у северной границы района, на расстоянии 7 км к северо-востоку посёлка Красногорский.

## История
Основана в 1837 году переселенцами Нехорошковыми из Курской губернии.
До 1916 года входила в состав Кичигинской волости Троицкого уезда Оренбургской губернии. По данным на 1926 год хутор Больше-Нехорошковский состоял из 42 хозяйств. В административном отношении являлся центром Нехорошковского сельсовета Увельского района Троицкого округа Уральской области.
В 1970—1980-е годы в деревне располагалась бригада колхоза «Рассвет».
Исключена из учётных данных Решение Челябинского облсовета народных депутатов от 21.04.1986 № 198.

## Население
| 1926 | 1970 | 1977 | 1983 |
| ---- | ---- | ---- | ---- |
| 171  | ↗237 | ↘90  | ↘5   |

По данным переписи 1926 года на хуторе проживали русские (98 % населения) и татары (2 %).